# Los Paredones (sitio arqueológico)
Los Paredones es un sitio arqueológico de origen inca hallado cerca de la ciudad de Nazca en la provincia homónima ubicada en el departamento de Ica en el Sur del Perú.
El sitio se caracterizó por ser un centro de control administrativo entre costa y sierra durante el periodo del Inca Túpac Yupanqui, aproximadamente entre los años 1471-1493 d. C.
La arquitectura se caracteriza por el uso de adobes rectangulares con base de piedra tallada. Presenta un planeamiento urbano con características comunes a estos asentamientos como son una gran plaza de planta trapezoidal como elemento central, edificaciones de carácter administrativo, depósitos, cuarteles, área ceremonial o de sacrificios, torreón de vigilancia y otros.

## Ubicación
El sitio arqueológico se encuentra en la parte izquierda del valle de Nasca, en la Distrito de Nazca, provincia de Nazca, Región Ica, Perú. Se puede acceder por la carretera que va hacia Puquio, a un kilómetro de la ciudad de Nazca. Esta en las faldas de las estribaciones rocosas del cerro Los Altos de Nasca.

## Galería

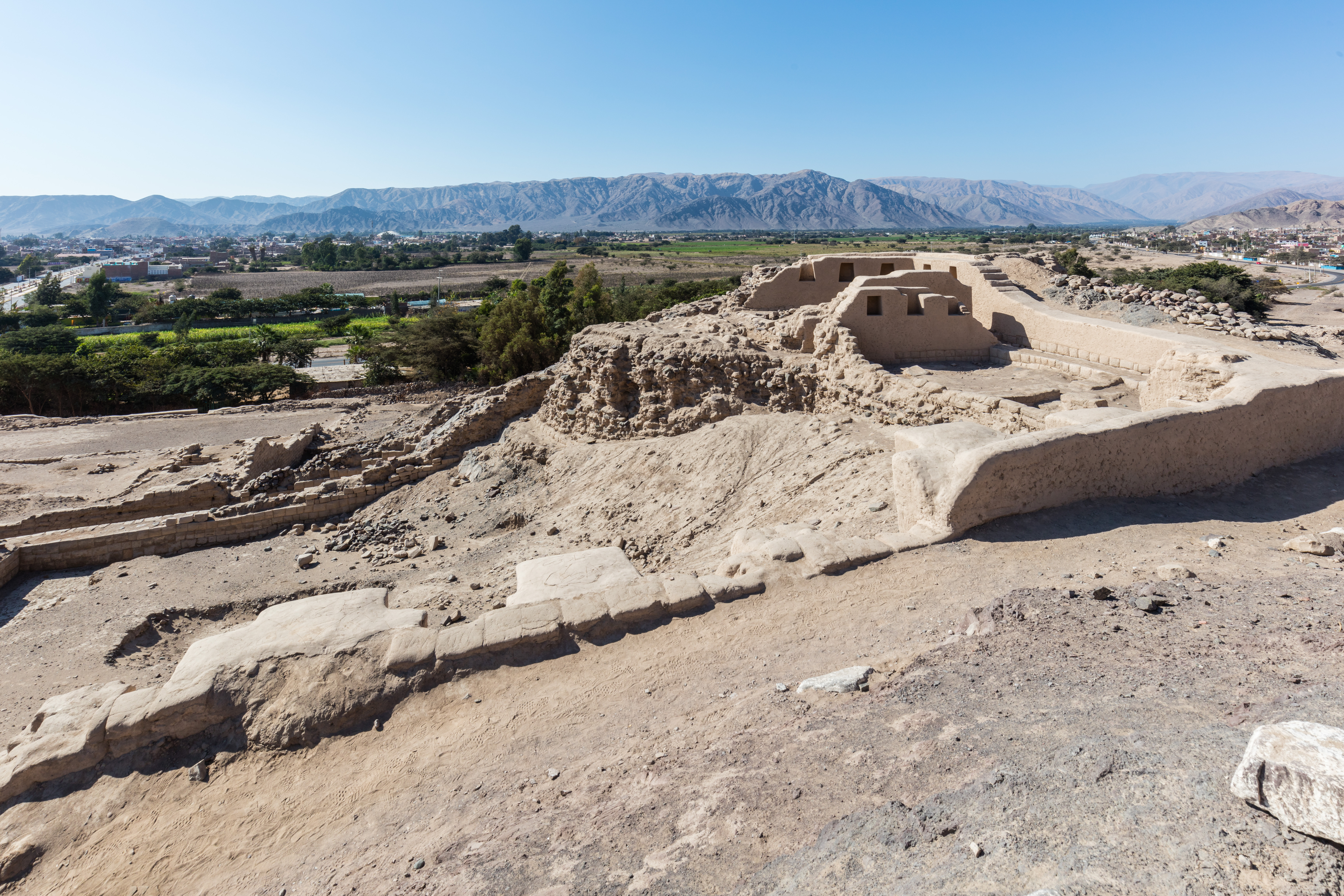
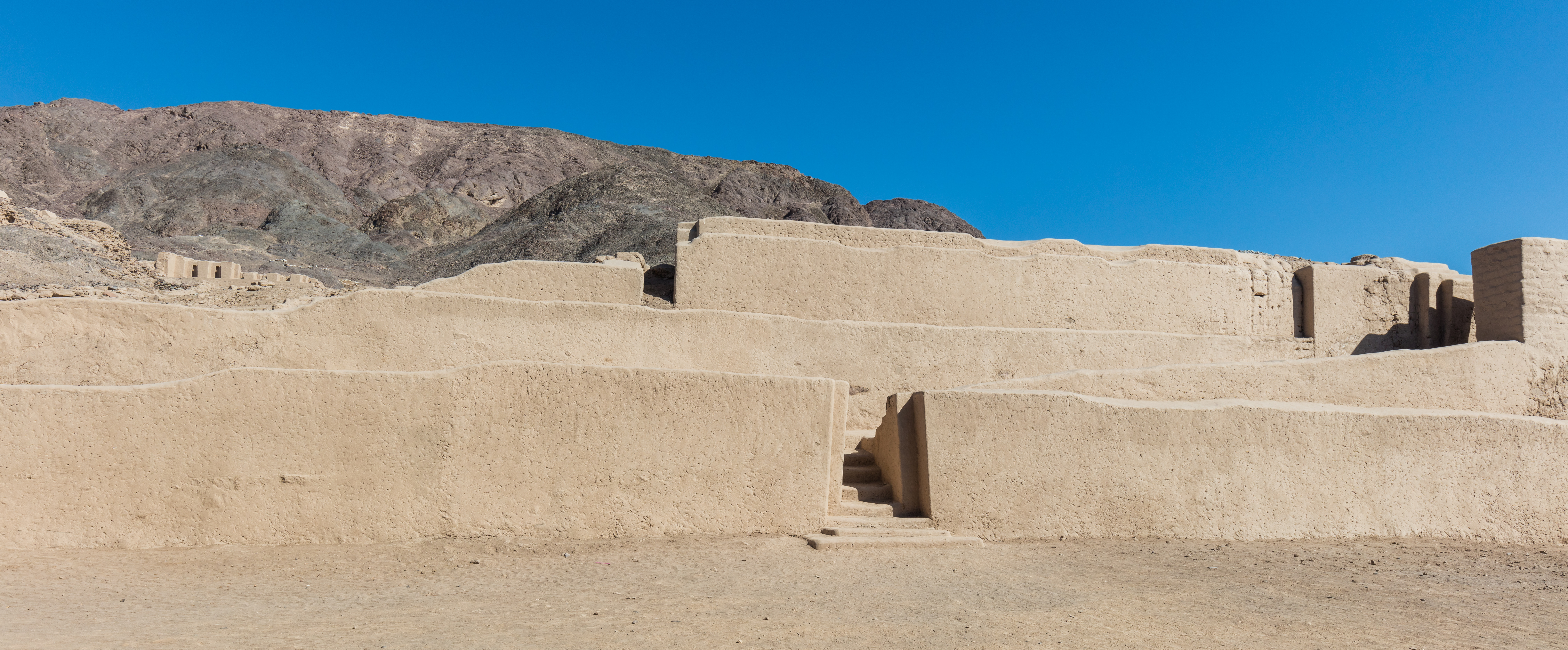
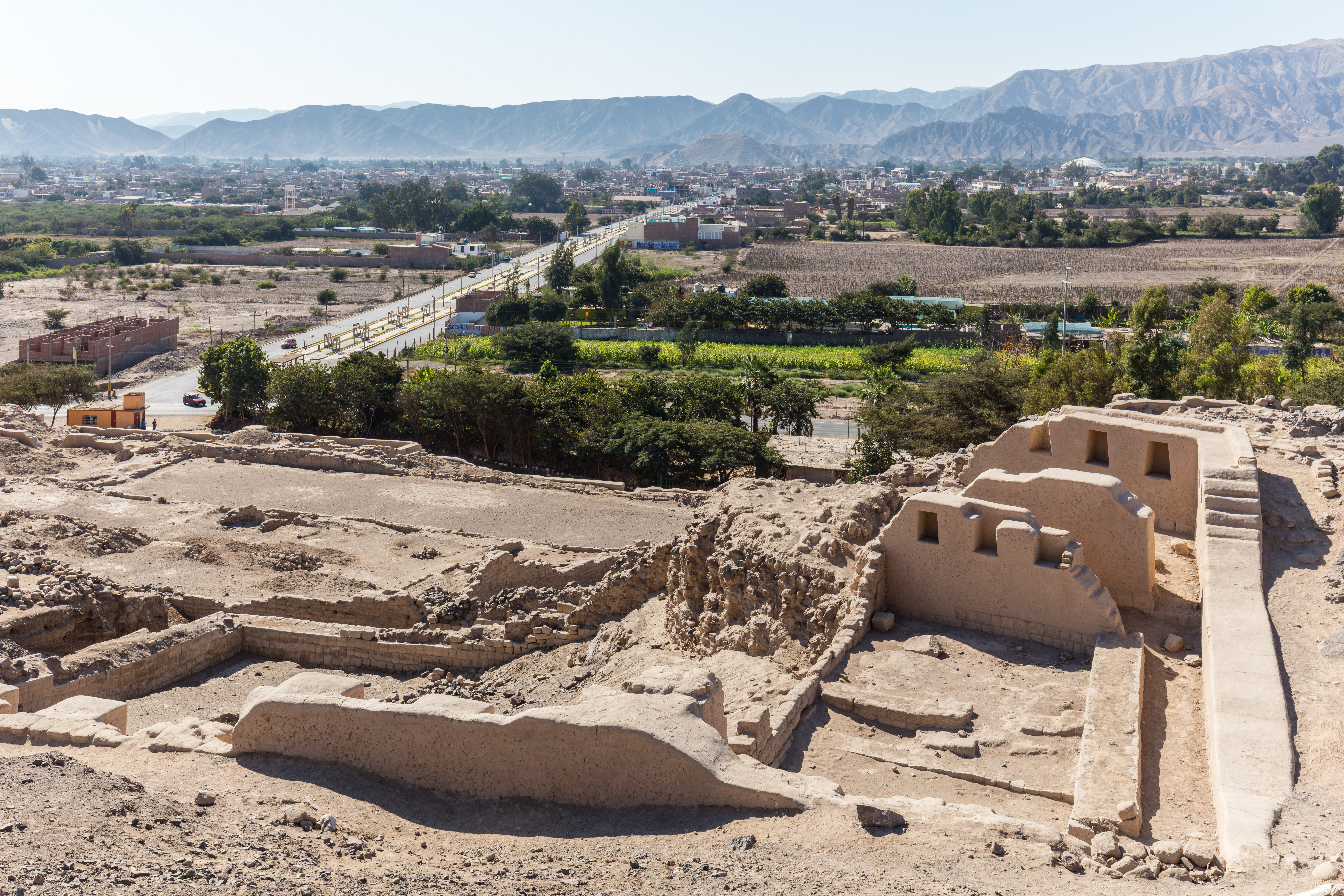